# Objaw Oppenheima
Objaw Oppenheima (ang. Oppenheim sign) – objaw świadczący o uszkodzeniu dróg piramidowych (ośrodkowego neuronu ruchowego).
Wywołuje się go, uciskając przednią krawędź kości piszczelowej, a potem przesuwając ucisk obwodowo (w kierunku stawu skokowego). Jeżeli nastąpi charakterystyczny wyprost palucha, to objaw jest dodatni. Objaw Oppenheima zyskuje na znaczeniu, gdy pacjent, siłą woli powstrzymując odruch, uniemożliwia zbadanie klasycznego objawu Babińskiego.
Objaw opisał w 1902 roku Hermann Oppenheim.